# Lesgor

Lesgor este o comună în departamentul Landes din sud-vestul Franței. În 2009 avea o populație de 367 de locuitori.

## Evoluția populației
| An        | 1975 | 1982 | 1990 | 1999 | 2006 | 2009 |
| --------- | ---- | ---- | ---- | ---- | ---- | ---- |
| Populație | 287  | 247  | 268  | 261  | 417  | 367  |